# Classe Isuzu
La classe Izusu (いすず型護衛艦) est une classe de destroyers d'escorte de la force maritime d'autodéfense japonaise (JMSDF) construit au début des années 1960. Les deux derniers navires de la classe (les Kitakami et Ōi) sont sensiblement différent des deux navires de tête de série par leur armement et leur propulsion, ils sont parfois distingués par une classe "Kitakami". Ils sont tous retiré du service au début des années 1990.

## Conception
C'est la première classe de navires japonais à adopter un désigne de pont protégé. La propulsion varie sur chacun des navires de la classe, la marine japonaise cherchant à mettre au point la meilleure propulsion pour ses futurs destroyers. Le désigne de conception de cette classe et la Combined diesel and diesel des Kitakami et Ōi ont servi de prototype au futurs destroyers comme la classe  Chikugo  et la classe Yamagumo,.
L'armement de la classe est une version réduite de celle de la classe Ayanami, soit quatre canon de 3 pouces/50 calibres sur deux support Mark 33 contrôlé par une conduite de tire Mark 63 GFCS (en). Le radar principale de détection aérienne est un OPS-2, version japonaise de l'AN/SPS-12 américain. 
Dans les premières versions, l'armement principal de lutte anti-sous-marine est un RUR-4 Weapon Alpha. La marine japonaise souhaitait équiper ses navires avec ce nouveau lance-roquettes multiple de lutte anti-sous-marine, mais il apparut rapidement que ce système n'était pas aussi efficace qu'il devait être. Dans les derniers navires de la série, il fut changé pour le Bofors M/50, un lance-roquettes anti-sous-marin quadruple de 375 mm d'origine suédois. Par la suite les RUR-4 Weapon Alpha des premières versions sont replacés par un Type 71, une version japonaise du M/50.

## Navires
| N° de coque | Nom           | Chantier naval       | Quille posée    | Lancement       | Mis en service  | Retiré du service |
| ----------- | ------------- | -------------------- | --------------- | --------------- | --------------- | ----------------- |
| DE-211      | Isuzu (en)    | Mitsui (en) à Tamano | 16 avril 1960   | 17 janvier 1961 | 29 juillet 1961 | 25 mars 1992      |
| DE-212      | Mogami (en)   | Mitsubishi à Kobe    | 4 août 1960     | 7 mars 1961     | 28 octobre 1961 | 20 juin 1991      |
| DE-213      | Kitakami (en) | IHI à Tokyo          | 7 juillet 1962  | 21 juin 1963    | 27 février 1964 | 16 novembre 1993  |
| DE-214      | Ōi (en)       | Hitachi à Osaka      | 10 juillet 1962 | 15 juin 1963    | 22 janvier 1964 | 5 février 1993    |